# Ouidah
Ouidah est une commune et une ville côtière du Bénin, située à 42 kilomètres à l'ouest de Cotonou. Le nom de Ouidah est la variante de Huéda, qui était le nom du royaume auquel cette ville appartenait à l'origine, mais qui fut également appliqué par les Européens à la ville côtière.
Ouidah a été au XVIIIe siècle l'un des principaux centres de vente et d'embarquement d'esclaves dans le cadre de la traite occidentale.

## Description
La ville n'est pas un port puisqu'elle se trouve à 3,5 kilomètres de la côte. Elle est séparée de l'océan par une lagune. En raison des vagues dangereuses qui déferlent le long de la côte et des bancs de sable qui la bordent, les navires de traite européens ne pouvaient pas approcher du rivage et devaient rester à deux ou trois kilomètres au large. De petites embarcations étaient utilisées pour convoyer les esclaves et les biens.
La commune connut une certaine croissance au XIXe siècle, sa population atteignit 15 000 habitants. Au XXIe siècle, elle est devenue une grande cité qui lors du recensement de 2013 (RGPH-4), comptait 162 034 habitants.

## Histoire
En 1727, le royaume de Huéda fut conquis par le royaume du Dahomey, situé à l'intérieur des terres. La ville de Ouidah resta assujettie au Dahomey jusqu'à l'intégration du royaume dans l'empire colonial français sous le nom de « Colonie du Dahomey » en 1894. Celle-ci devient indépendante en 1960 en tant que république du Dahomey.
L'importance de Ouidah venait du fait que plusieurs puissances européennes (française, portugaise, anglaise) se disputaient son influence, ce qui affaiblissait leur autorité globale ,. La présence britannique a atteint son apogée au plus fort de la traite des esclaves (1680-1710) avant de se déplacer vers d'autres centres d'intérêt . Les années 1830 ont vu un passage à l'huile de palme, dominée par les compagnies françaises. Cela coïncidait avec le déclin de Ouidah par rapport à Cotonou, dont le meilleur accès au port a été consolidé par la domination coloniale française .
Aujourd'hui, Ouidah est économiquement périphérique et le "tourisme culturel" basé sur la traite des esclaves a moins de succès. Contrairement aux véritables ports, Ouidah était à l'intérieur des terres. Les esclaves et les marchandises étaient transportés le long de la "route des esclaves" jusqu'à la plage pour l'embarquement ,. Les navires ne pouvaient pas s'approcher à cause des bancs de sable et utilisaient des pirogues pour la communication (courantes sur la Côte des Esclaves et la Côte de l'Or).

### William's Fort
William's Fort a débuté comme un modeste comptoir commercial anglais à la fin du XVIIe siècle, nommé d'après le roi Guillaume III et initialement fortifié pendant son règne (1689-1702). La présence anglaise à Ouidah est antérieure au fort, la Royal African Company ayant subi des revers initiaux avant de s'assurer une factorerie permanente en 1684,, les canons n'étant souvent utilisés que pour les saluts.
Les premières fortifications, construites en terre et en paille, étaient simples, les canons étant probablement utilisés pour la signalisation plutôt que pour le combat,. Les tensions avec la factorerie française ont culminé en un échange de tirs en 1692, ce qui a incité les Anglais à construire des fortifications en bonne et due forme. Des documents historiques décrivent plus tard le fort comme une importante installation de commerce d'esclaves,.
Bien qu'abandonné par les Britanniques en 1812, le fort abritait une population étonnamment importante. Les Britanniques ont tenté de le réoccuper avec un vice-consulat, mais ont rencontré des difficultés. Des missionnaires de la Société missionnaire méthodiste wesleyenne anglaise y ont résidé pendant un certain temps et ont même construit une chapelle. Le fort est ensuite revenu à la sphère commerciale, avec diverses sociétés commerciales qui le contrôlaient,,. Fait intéressant, il était même sous contrôle français pendant la Première Guerre mondiale.

#### Pouvoir local limité
Contrairement à leurs homologues de la Côte de l'Or, les forts européens d'Ouidah, y compris le Fort William, manquaient d'une véritable autorité. Ils ne pouvaient pas rivaliser militairement avec les chefs locaux et leur cédaient le pouvoir, d'abord au Hueda puis au Dahomey. Cela contrastait fortement avec les forts de la Côte de l'Or, tels que Cape Coast Castle, qui ont fini par devenir des colonies à part entière. A William's Fort, abandonné par les Britanniques en 1812, la reconstruction française a reposé sur l'initiative privée plutôt que sur l'intervention gouvernementale.
La différence fondamentale résidait dans l'autorité juridique. Les forts européens, même les plus grands, n'étaient pas des entités souveraines en Afrique de l'Ouest. Ils restaient sous le contrôle des Africains, agissant essentiellement comme des "locataires" aux pouvoirs limités, payant un loyer aux chefs locaux,,. La présence européenne à Ouidah, en particulier à William's Fort, était particulièrement faible. Les Dahoméens considéraient les gouverneurs européens comme faisant partie de leur propre système, et non comme des dirigeants indépendants. Cela se reflète dans l'attente du roi de les voir assister aux festins et dans la manière dont ils étaient traités à leur mort, traitement similaire à celui des fonctionnaires dahoméens,.

#### Un microcosme de la société de Ouidah
Les forts européens d'Ouidah, et en particulier le Fort William avec ses archives étendues, offrent une perspective unique sur la vie sociale et économique de la ville. Ces archives documentent les interactions avec la communauté locale, en particulier ceux employés par le fort (Africains réduits en esclavage et libres) et ceux fournissant divers services. Le Fort William lui-même fonctionnait comme un centre commercial, s'appuyant sur la monnaie locale et des fournisseurs extérieurs. Les historiens peuvent utiliser ces archives, y compris les salaires et les prix, pour retracer les tendances économiques au sein de Ouidah.
Malgré l'influence européenne, le Fort William dépendait fortement de la main-d'œuvre africaine. La population entourant le fort, Sogbadji, reflétait la diversité ethnique de Ouidah. Les Africains réduits en esclavage venaient souvent de régions éloignées, ce qui rendait les tentatives d'évasion moins probables, tandis que les travailleurs temporaires d'endroits comme la Côte de l'Or s'installaient parfois de façon permanente,. Cette population diversifiée est encore présente aujourd'hui dans les familles de Sogbadji. Certains retracent leurs racines au XIXe siècle, tandis que d'autres prétendent être les habitants d'origine,.
L'intégration allait au-delà de l'ethnicité. La famille Lemon, par exemple, descend d'un soldat du fort qui s'est marié localement. Ils ont même été nommés gardes royaux par les rois dahoméens. De même, la famille Midjrokan descend du linguiste du fort du XVIIIe siècle, et ses descendants ont hérité de ce rôle. Même des familles comme les Kocus, qui sont des canotiers, font remonter leur lignée à un maître d'équipage de la Côte de l'Or du XVIIIe siècle.
Les pratiques religieuses à Fort William reflétaient également cette intégration. Contrairement à d'autres forts européens avec des aumôniers sur place, Fort William semble avoir adopté les coutumes locales. Des récits historiques mentionnent un sanctuaire dédié au "fétiche du roi Mawou", le dieu de la création, existant à l'intérieur même du fort,,. Ce n'était pas un développement récent, car des documents du XVIIIe siècle mentionnent un sanctuaire à l'intérieur du fort dédié à une déesse locale. La présence de ce sanctuaire, considéré comme responsable de l'invincibilité du fort, souligne encore l'assimilation qui a eu lieu.
Cette assimilation est également évidente dans la façon dont les Dahoméens traitaient les tombes des gouverneurs anglais décédés enterrés à l'intérieur du fort. Le roi de Hueda a envoyé un "féticheur" pour faire des offrandes sur la tombe d'un de ces gouverneurs, croyant que son esprit appelait son successeur dans l'au-delà. Des siècles plus tard, le roi dahoméen a envoyé des prêtres pour accomplir des rites dans les forts, y compris des cérémonies sur les tombes du fort anglais, malgré les protestations du fonctionnaire britannique résident. Ces exemples démontrent la profonde intégration sociale et religieuse qui existait au sein de la communauté de Fort William.

### La traite à Ouidah

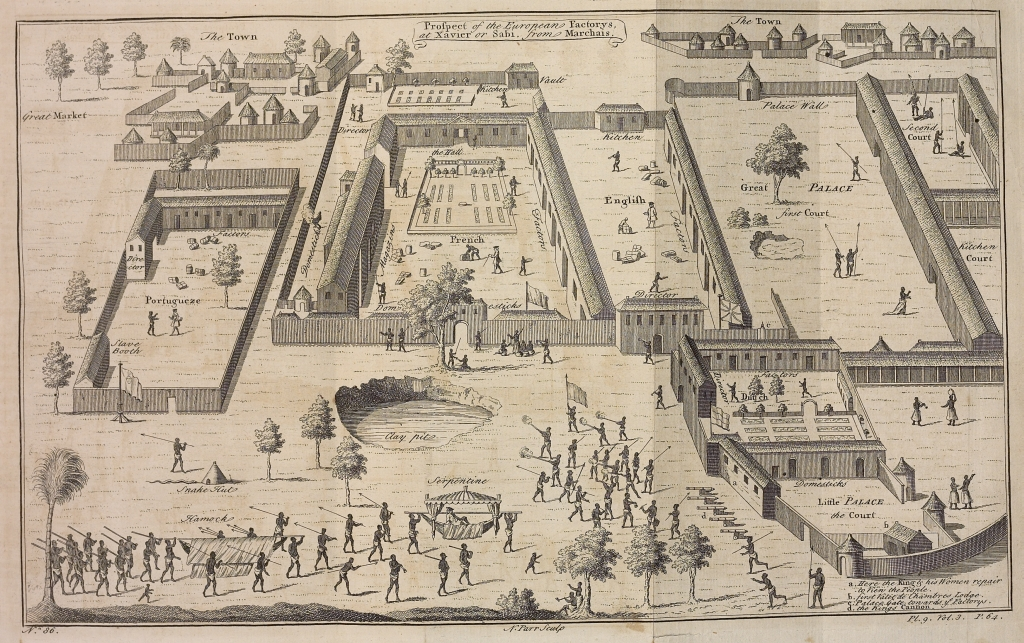
Ouidah en 1745, avec les usines européennes à gauche et au centre, le palais royal à droite, et la ville en haut.

La Grande-Bretagne, le Portugal et la France, les trois principales nations européennes avaient toutes des comptoirs fortifiés dans la ville pour se livrer au commerce des esclaves. Les esclaves achetés à Ouidah partaient principalement pour le Brésil, mais aussi pour les Antilles françaises notamment Saint-Domingue.

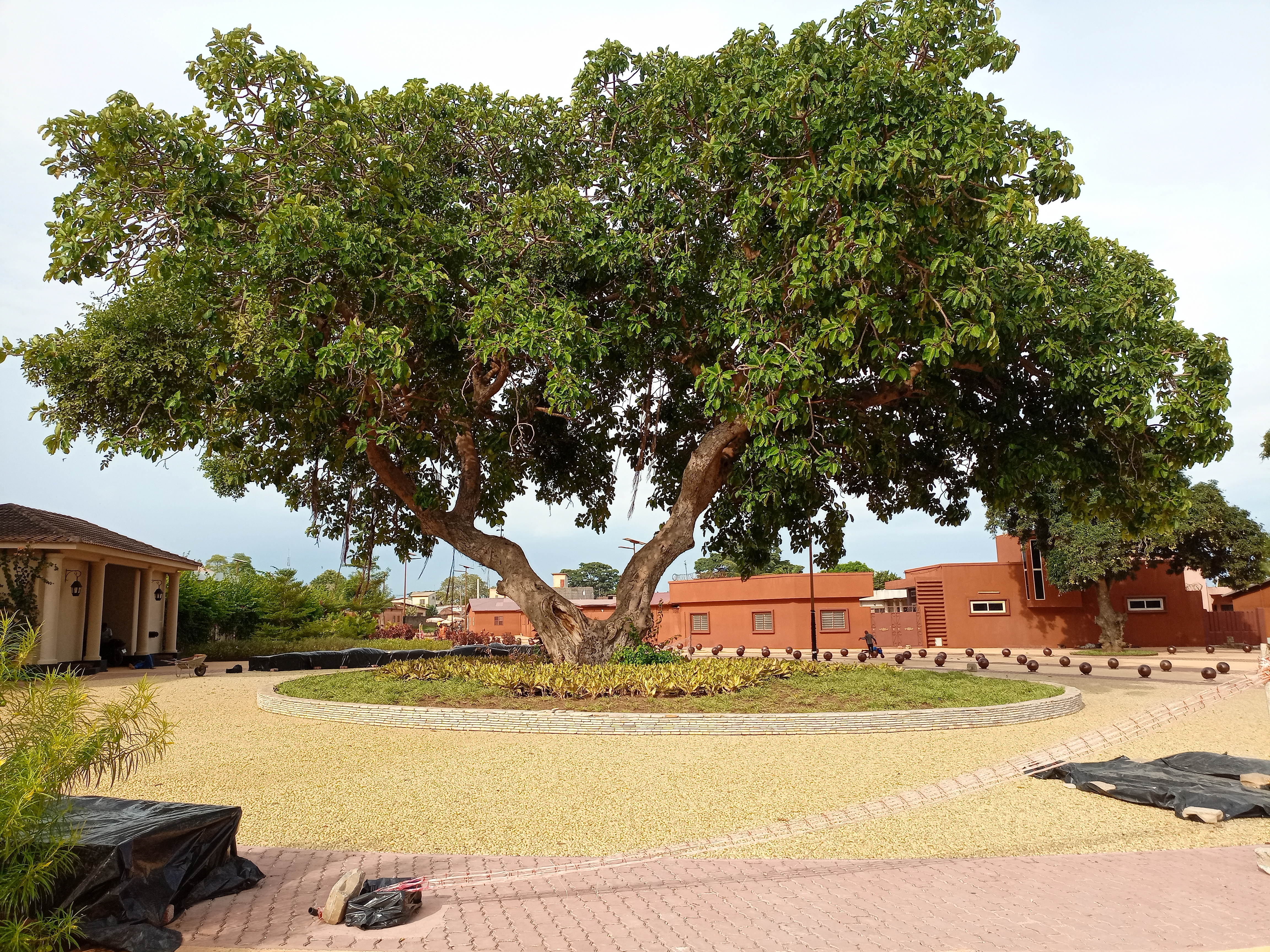
Place Chacha ou place aux Enchères où les esclaves étaient vendus. Réhabilité en 1999.

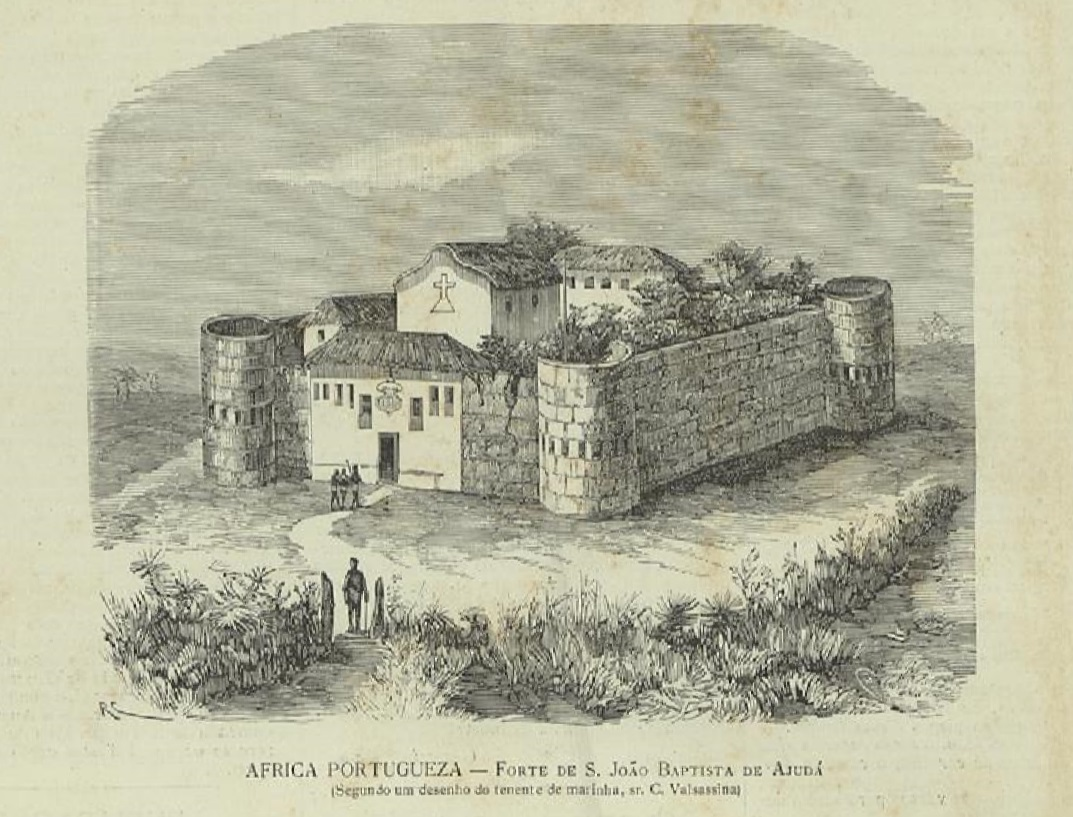
Le fort portugais de São João Baptista de Ajudá à Ouidah, Dahomey (1886) - vue fantasmée et peu réaliste du fort

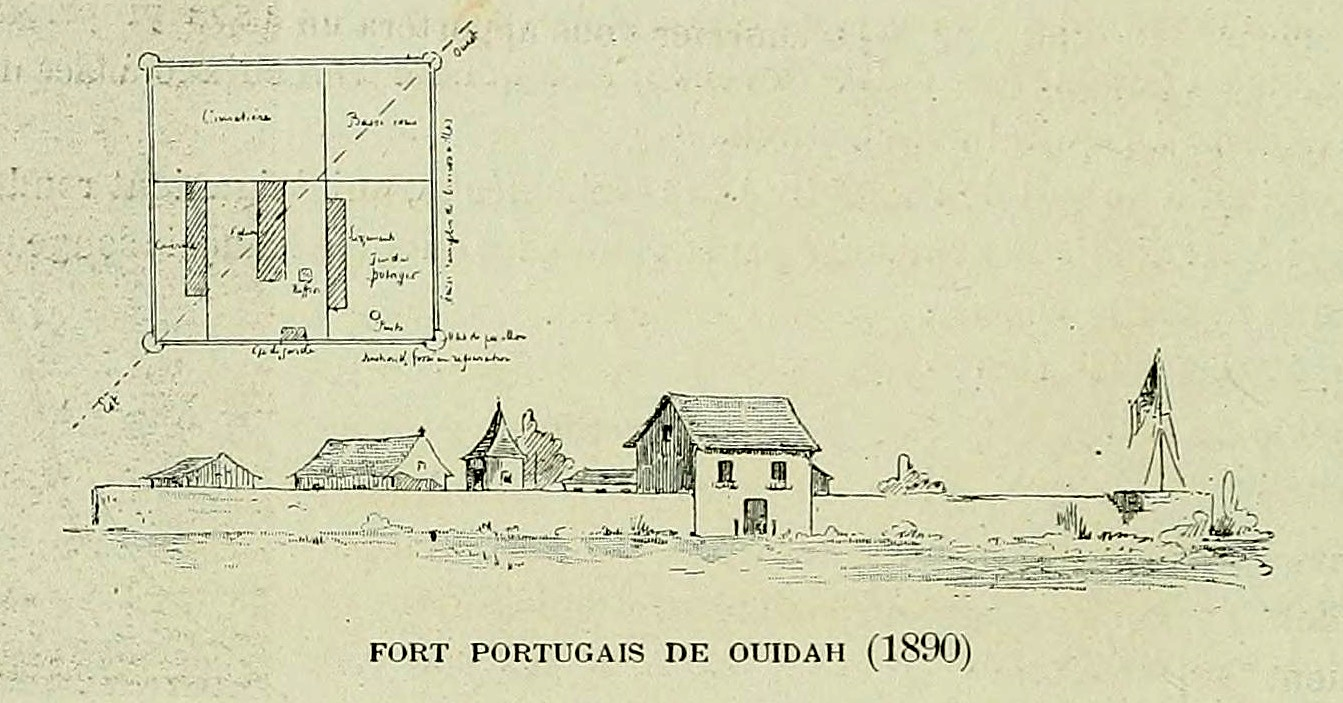
Le fort portugais de Ouidah en 1890.

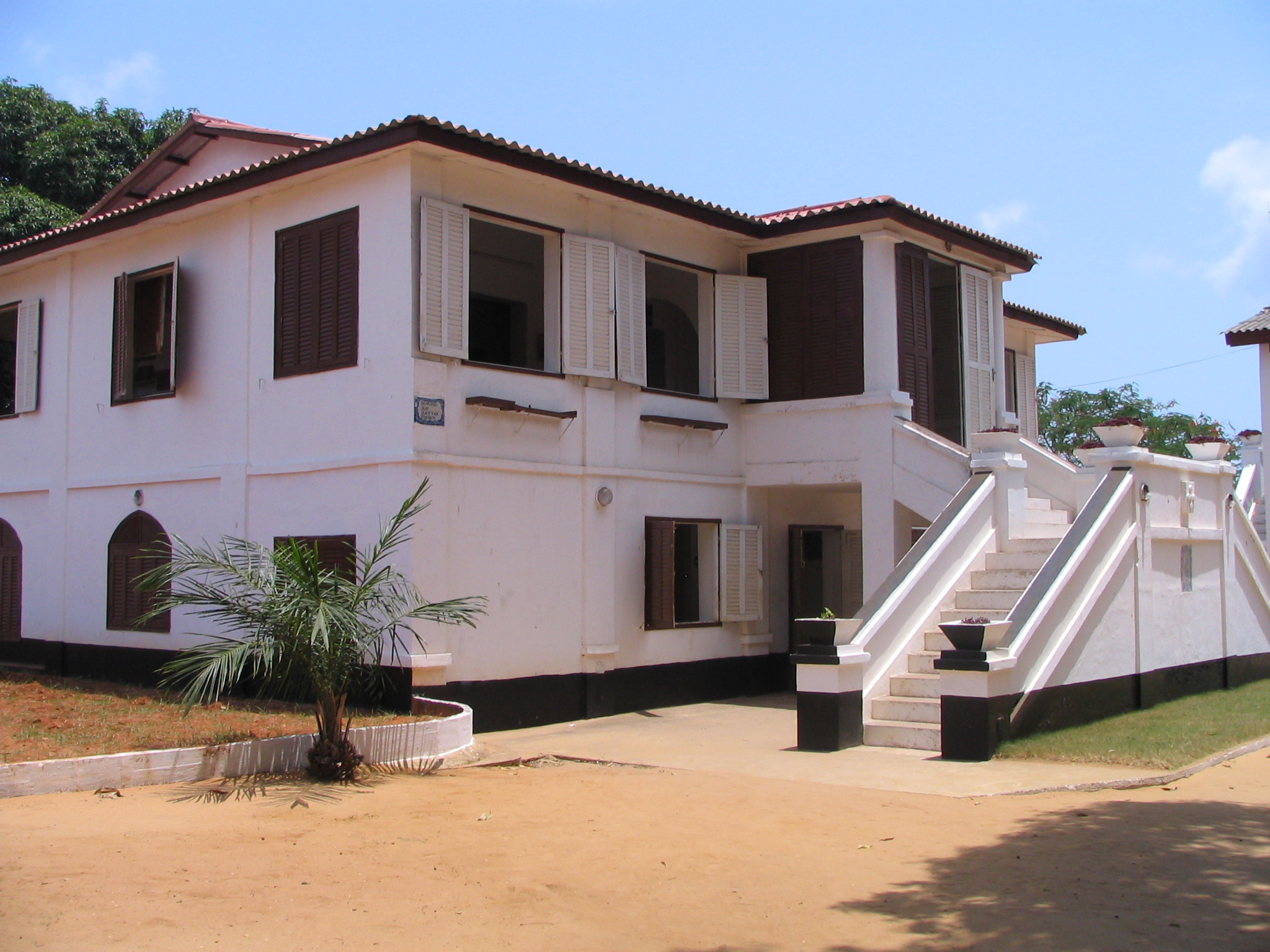
Musée d'histoire de Ouidah construit sur l'emplacement du vieux fort portugais de São João Baptista de Ajudá

Sur les onze millions d'Africains déportés par la traite occidentale, près de deux millions sont partis de la baie du Bénin dont 60 % à partir des deux principaux ports à centraliser le trafic, Ouidah et Lagos.
Les esclaves vendus à Ouidah n'en étaient pas originaires, mais y avaient été amenés depuis l'intérieur des terres. Ils étaient constitués soit de prisonniers de guerre capturés par les États (principalement le Dahomey après 1725) ou soit d'individus achetés plus loin à l'intérieur des terres et qui avaient pu être vendus plusieurs fois d'un marchand à l'autre avant d'atteindre Ouidah.
Les esclaves étaient rassemblés sur une place pour y être vendus (voir photo c-contre). Ils étaient soumis à une inspection corporelle minutieuse par leurs acquéreurs européens qui souhaitaient ne pas acheter des personnes malades ou invalides. Aux XVIIe et XVIIIe siècles, après la vente, les prisonniers étaient détenus dans des prisons construites dans les trois comptoirs fortifiés européens (de Grande Bretagne, du Portugal et de la France) ou bien étaient enfermés en plus petit nombre dans les maisons des marchands locaux où ils étaient tenus enchaînés.
Puis pour embarquer, ils devaient parcourir enchaînés les quelques kilomètres qui les séparaient de la plage. Enchaînés les uns aux autres, ils montaient dans des canots pour être entassés dans les cales des navires avant la longue traversée vers le Nouveau Monde.
Ouidah constituant l'un des principaux ports d'exportation d'esclaves, plusieurs pays européens étaient présents sur place, disposant de forts spécifiques : fort français, fort anglais, fort danois, fort portugais, fort hollandais. Le roi et les élites du royaume pouvaient ainsi faire monter les enchères pour obtenir le meilleur prix pour la « marchandise » dont ils disposaient. C'est de Ouidah qu'est parti le dernier navire négrier américain, le Clotilda, avec 110 esclaves à bord (1860).
La traite de Ouidah était soigneusement régulée par l'État du Dahomey mais elle ne fut jamais, comme on l'a parfois supposé, un monopole royal. Les rois du Dahomey vendaient leurs prisonniers de guerre via leurs propres agents postés en permanence à Ouidah. En parallèle, un groupe de marchands privés se fournissaient principalement en esclaves achetés plus loin à l'intérieur des terres.

### De l'interdiction de la traite au commerce légitime

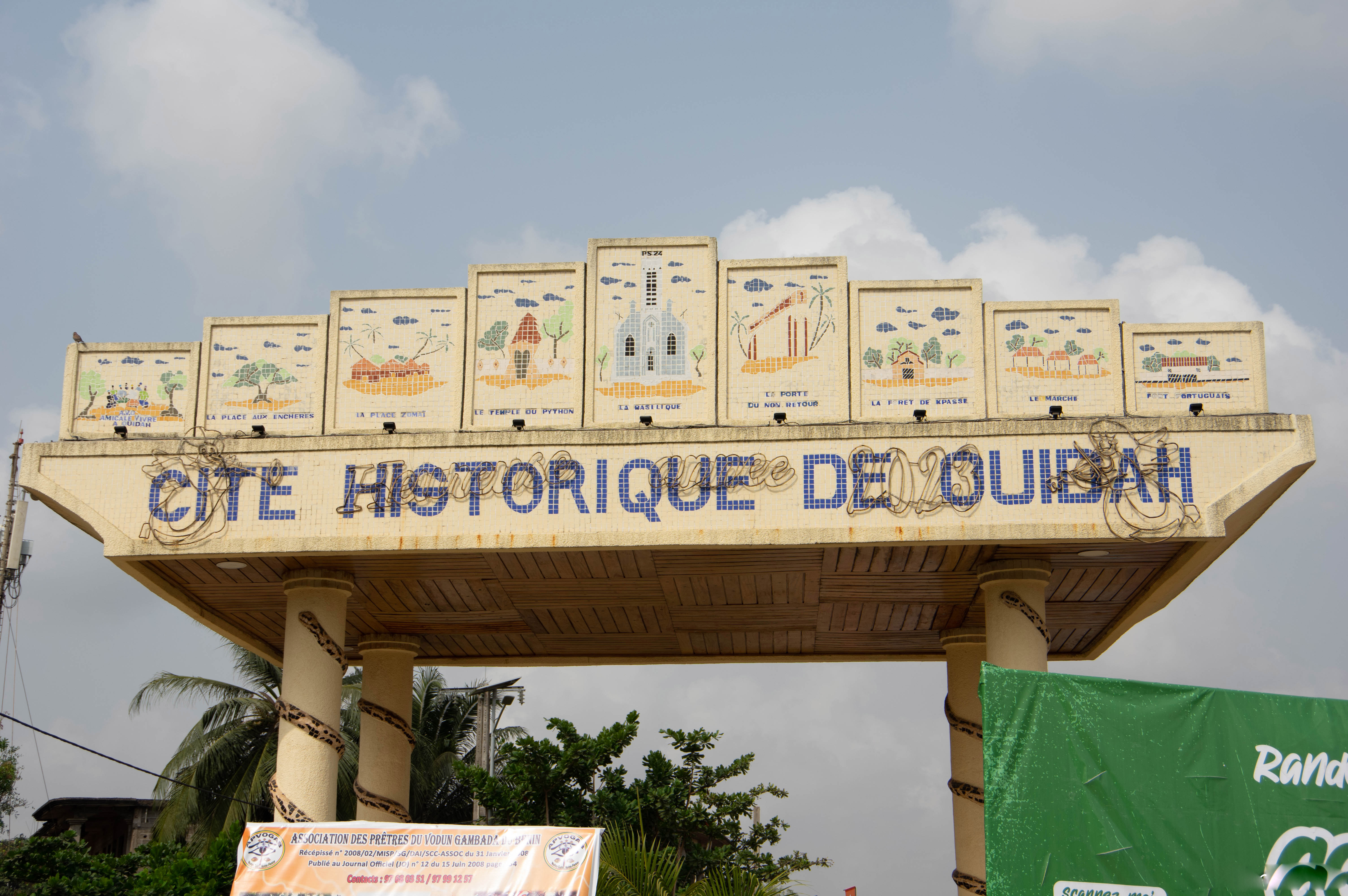
Entrée principale dans la ville de ouidah en quittant cotonou

Ouidah demeura l'un des principaux fournisseurs d'esclaves même après l'interdiction légale de la traite par les nations européennes et américaines au début du XIXe siècle. Les exportations continuèrent cependant vers le Brésil et Cuba, bien qu'à cette époque Ouidah fut dépassé par Lagos, plus à l'est (dans l'actuel Nigeria), qui devint le principal port esclavagiste de la « côte des Esclaves ».

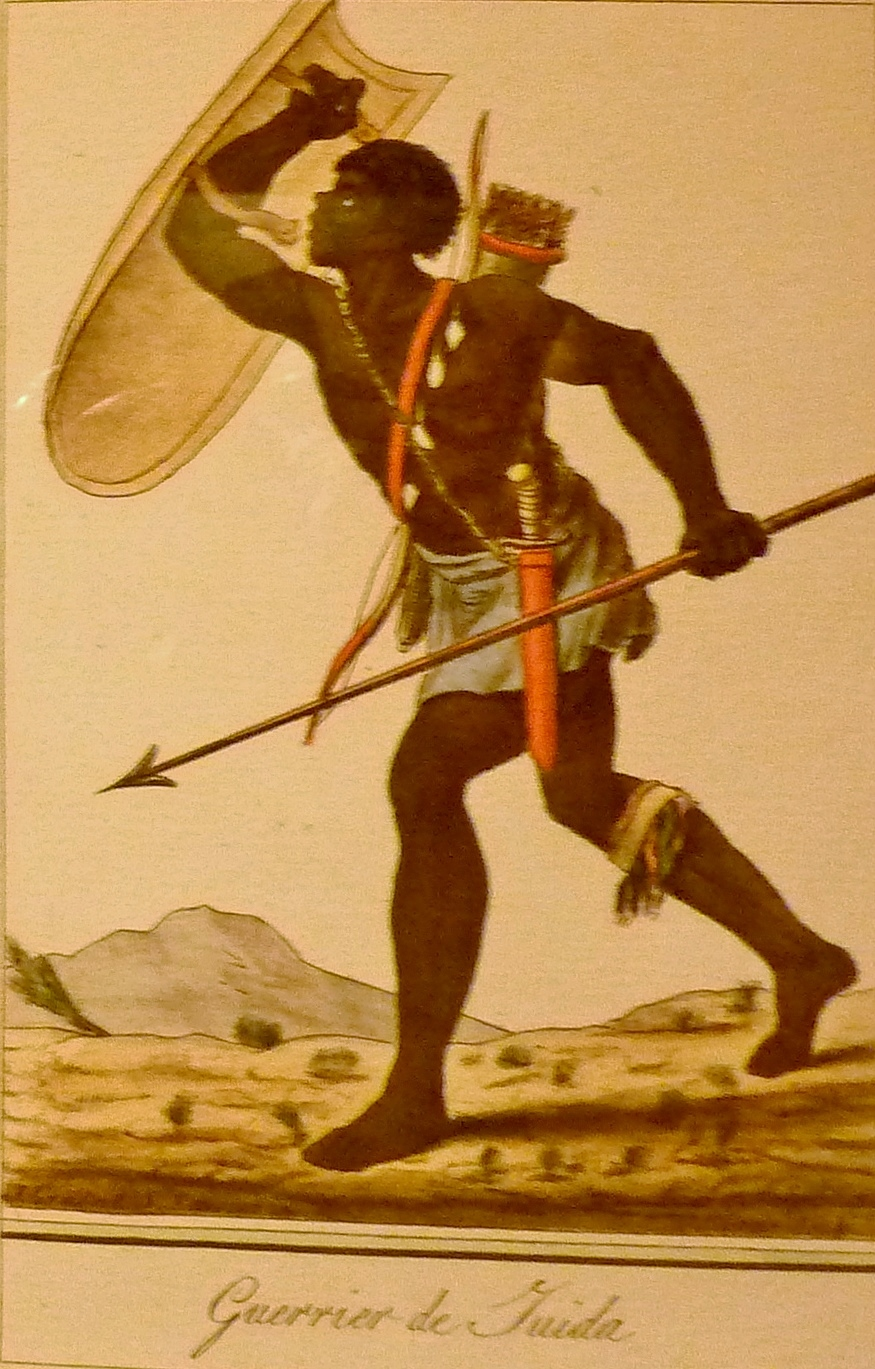
Guerrier de Juidah [Ouidah] (fin XVIIIe siècle) Jacques Grasset de Saint-Sauveur

En 1852, le roi du Dahomey, sous la pression d'un blocus naval britannique, accepta un traité qui le contraignit à interdire l'exportation d'esclaves depuis ses territoires. Mais ce traité ne fut pas appliqué et la traite se poursuivit à Ouidah pendant quelques années après 1852 : le dernier départ d'esclaves à partir de Ouidah eut lieu en 1863 à destination de Cuba.
Finalement, l'interdiction de la traite transatlantique n'enraya pas, bien au contraire l'institution de l'esclavage et le commerce des esclaves à l'intérieur des sociétés africaines. Ouidah continua à approvisionner les marchés locaux en esclaves jusqu'à ce que ce trafic fût interdit par les nouvelles autorités françaises installées en 1892.
La côte des Esclaves connut aussi une forte immigration d'esclaves affranchis, pour la plupart nés en Afrique, qui avait obtenu leur liberté au Brésil ou dans une moindre mesure à Cuba. Ces retours s'amplifièrent après 1835, à la suite de la révolte des esclaves à Salvador de Bahia. Le mouvement se poursuivit durant tout le XIXe siècle. Les plus riches de ces migrants de retour possédaient souvent des esclaves, et quelques-uns d'entre eux devinrent même marchands d'esclaves. Ces anciens esclaves, associés aux descendants de marchands libres comme les de Souza, formèrent une communauté distincte qu'on appelait localement Agudà (Agouda) et qui, jusqu'à nos jours, a conservé une identité singulière. À Ouidah, les Agoudas vivent encore de nos jours, dans un quartier spécifique, à proximité de l'ancienne place du marché aux esclaves. Ils conservent certains traits de la culture « brésilienne » dans le domaine de la nourriture, de l'architecture, et de quelques éléments de langage etc. pour bien marquer leur différence avec les autochtones qu'ils considèrent avec un certain dédain.

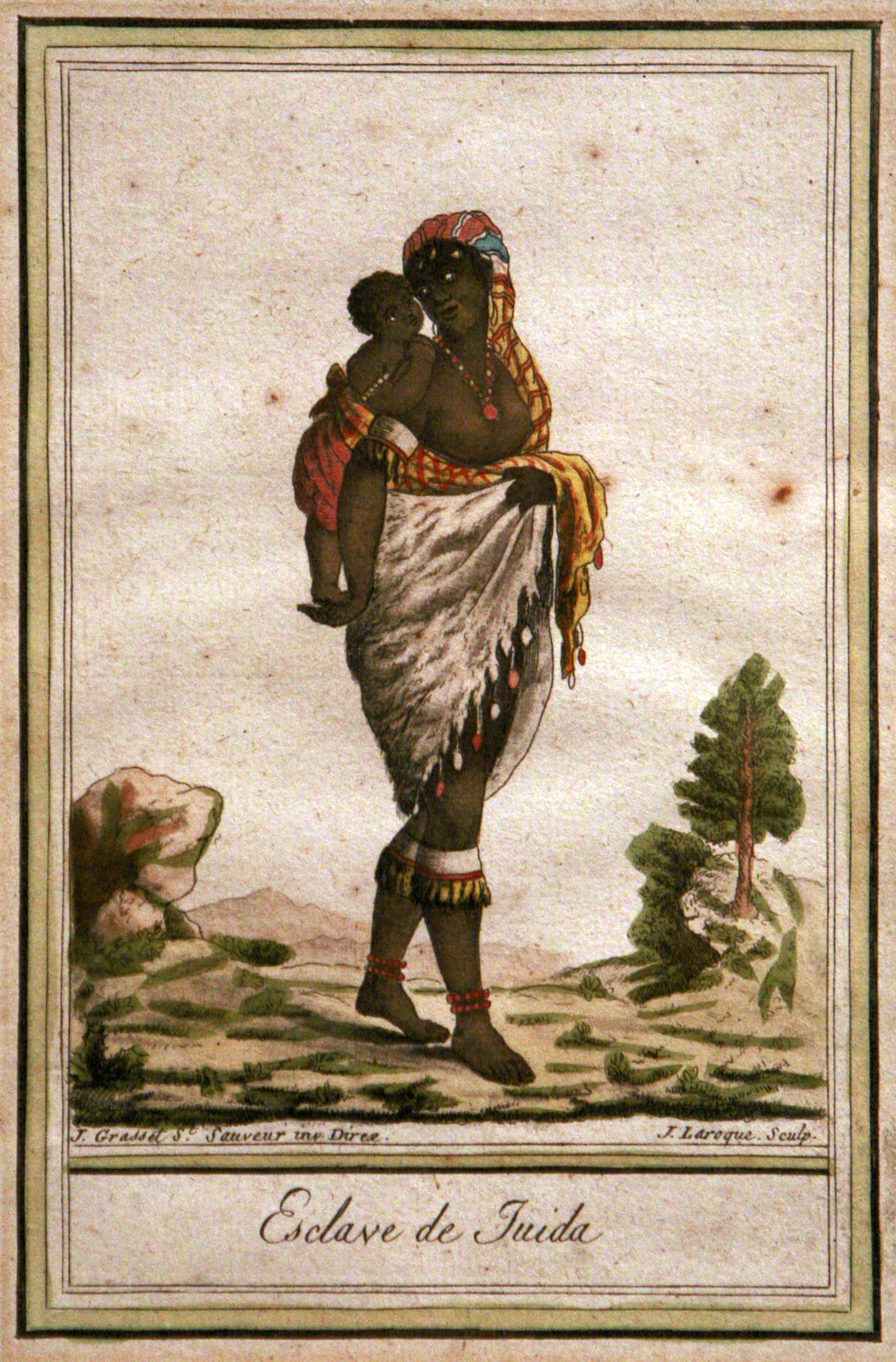
Esclave de Juidah [Ouidah] (fin XVIIIe siècle) Jacques Grasset de Saint-Sauveur

Plusieurs marchands d'esclaves brésiliens s'installèrent à Ouidah pendant la période où la traite était illégale. C'est le cas de Francisco Félix de Souza (né à Bahia en 1754, mort à Ouidah en 1849) plus connu sous le nom de Chachá, qui devint l'agent commercial du roi dahoméen Ghézo (écrit aussi Guézo). Ce marchand d'esclaves obtint une reconnaissance spectaculaire au point d'être consacré vice-roi par le roi Guézo. Celui auquel on prête le mérite insigne d'avoir été « le plus grand trafiquant d'esclaves de tous les temps » s'éteindra paisiblement en 1849 – à l'âge de 94 ans – en sa bonne ville de Ouidah, honoré de tous, laissant une prospère descendance de quatre-vingts enfants mâles (on ne comptait pas les filles en ce temps !) et devenant l'objet d'une mémoire encore vénérée de nos jours. Sa famille, aujourd'hui encore, occupe une place prépondérante au sein de la société et de la classe politique de la République du Bénin. Les Agoudas étaient principalement catholiques mais aussi pour une minorité musulmans. Ce sont ces derniers qui fondèrent la première mosquée de Ouidah.
Depuis les années 1830, Ouidah participait à ce qu'on appelait le commerce « légitime », par opposition au commerce illégal des esclaves. Il concernait les produits issus de la culture du palmier à huile (Elaeis guineensis): noyaux et huile de palme (extraite de la pulpe du fruit), utilisés en Europe dans la fabrication du savon. Le palmier à huile était l'arbre le plus répandu du Bas-Dahomey qui se trouve dans l'aire d'origine de l'arbre.
La valeur de ce nouveau commerce dépassa celle de la traite des esclaves dès les années 1850. Ouidah participa à ce commerce mais subit la concurrence de Cotonou (à 35 km à l'est) qui bénéficiait d'une situation plus avantageuse du fait des cours d'eau qui la reliaient à l'intérieur des terres. Cette prééminence de Cotonou s'accéléra sous la domination coloniale française, avec la construction d'infrastructures portuaires modernes dans les années 1890.
Le fort portugais de Ouidah, enclave de un hectare, était rattaché au Dahomey. Dans le Bénin actuel, le souvenir de ces traites négrières orchestrées par le royaume d'Abomey (autre dénomination du Dahomey) n'est pas sans créer périodiquement des tensions entre les Fons et les ethnies situées plus au nord, qui ont eu à subir les razzias annuelles menées à cette époque et ont vu nombre d'entre eux condamner à l'esclavage au-delà de l'océan Atlantique. Aujourd'hui encore, plusieurs familles importantes de Ouidah descendent de ces marchands d'esclaves africains des XVIIIe et XIXe siècle.
En 2002 a été créé à Ouidah le CPADD (Centre de Perfectionnement aux Actions post-conflictuelles de Déminage et Dépollution). Des formations en français et en anglais y ont lieu pour former les Africains aux techniques de déminage et de dépollution des sols après les conflits armés.

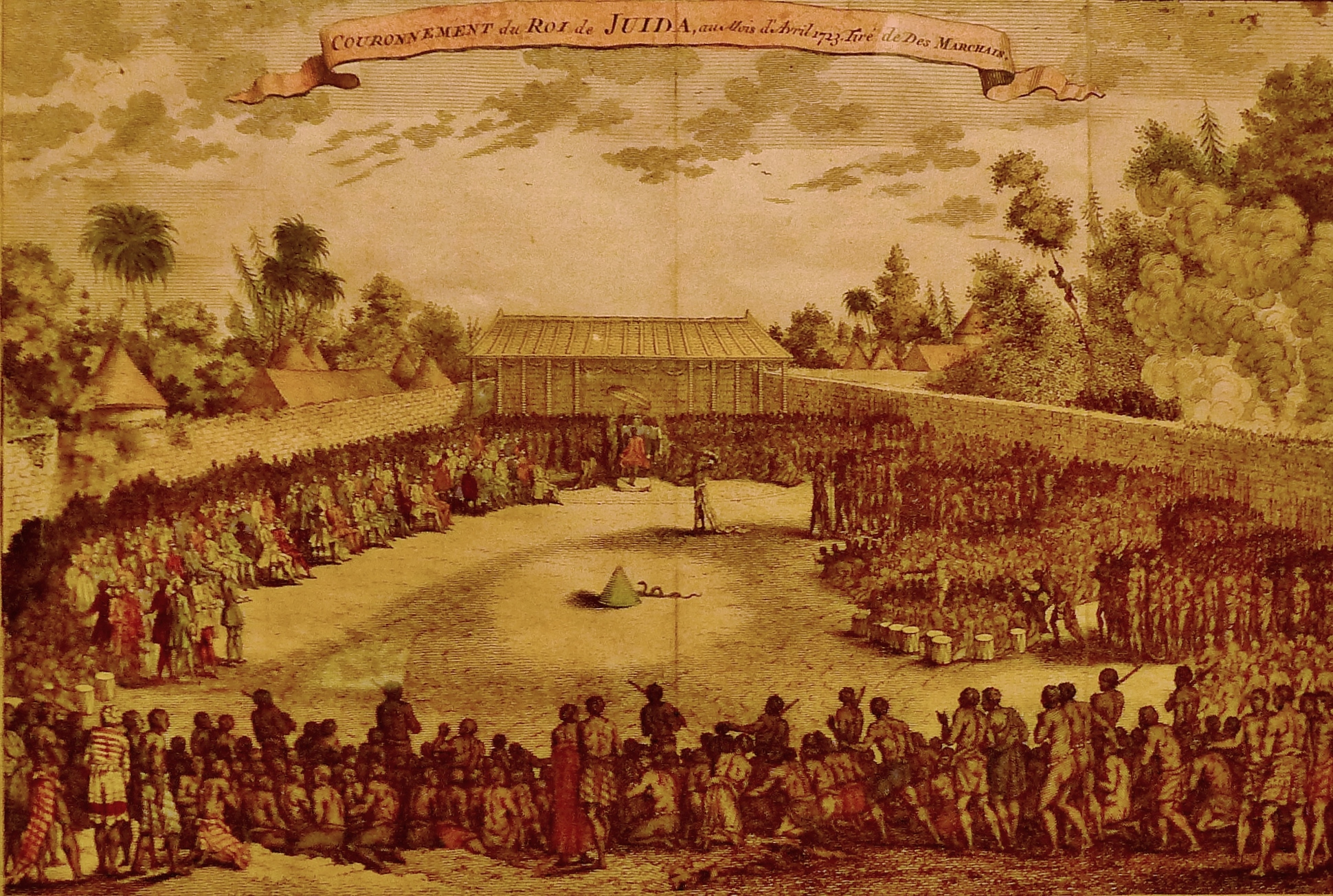
Jacobus van der Schley : Couronnement du roi de Juida [Ouidah] au mois d'avril 1723.
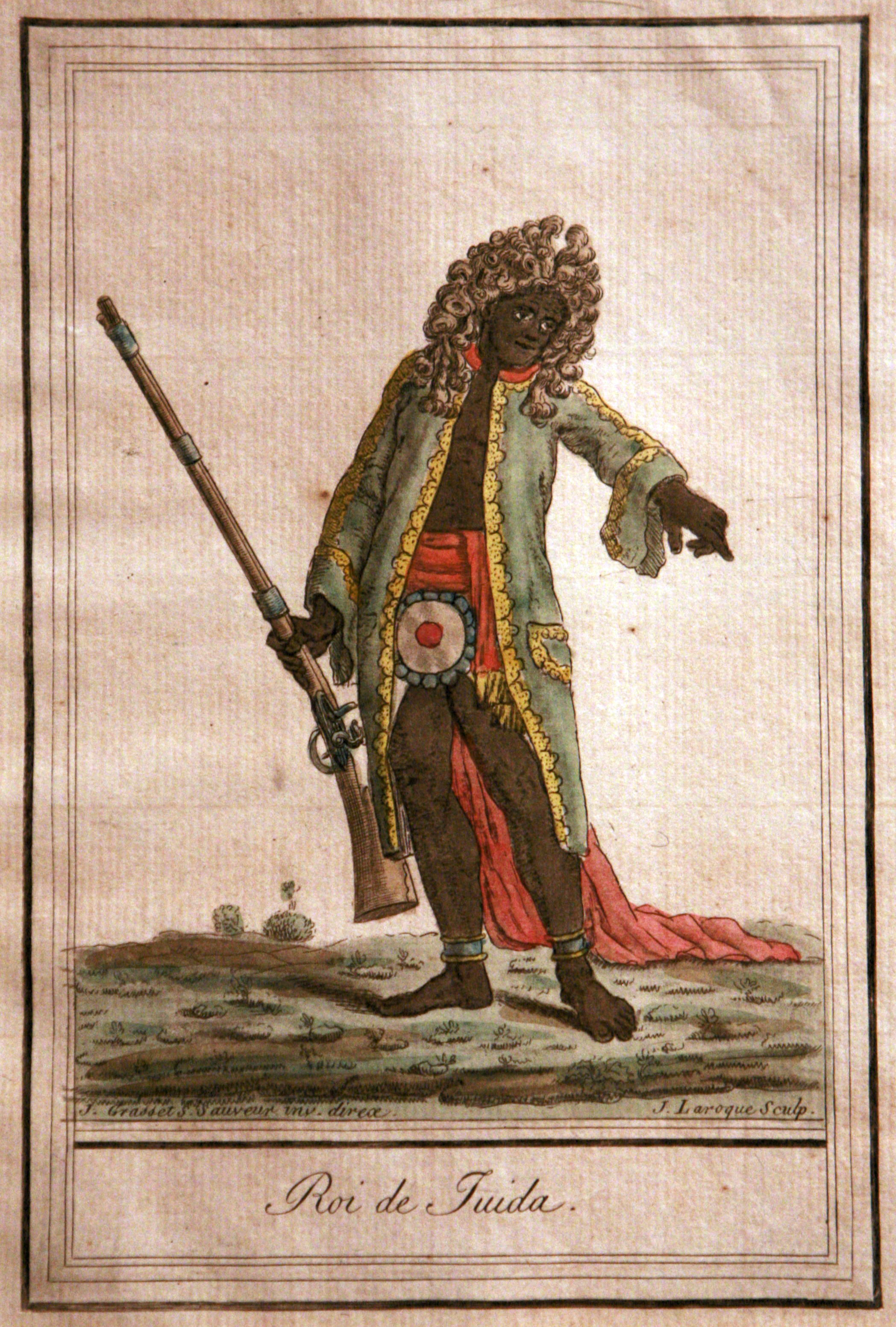
Jacques Grasset de Saint-Sauveur : Le roi de Juida [Ouidah] (fin XVIIIe siècle).
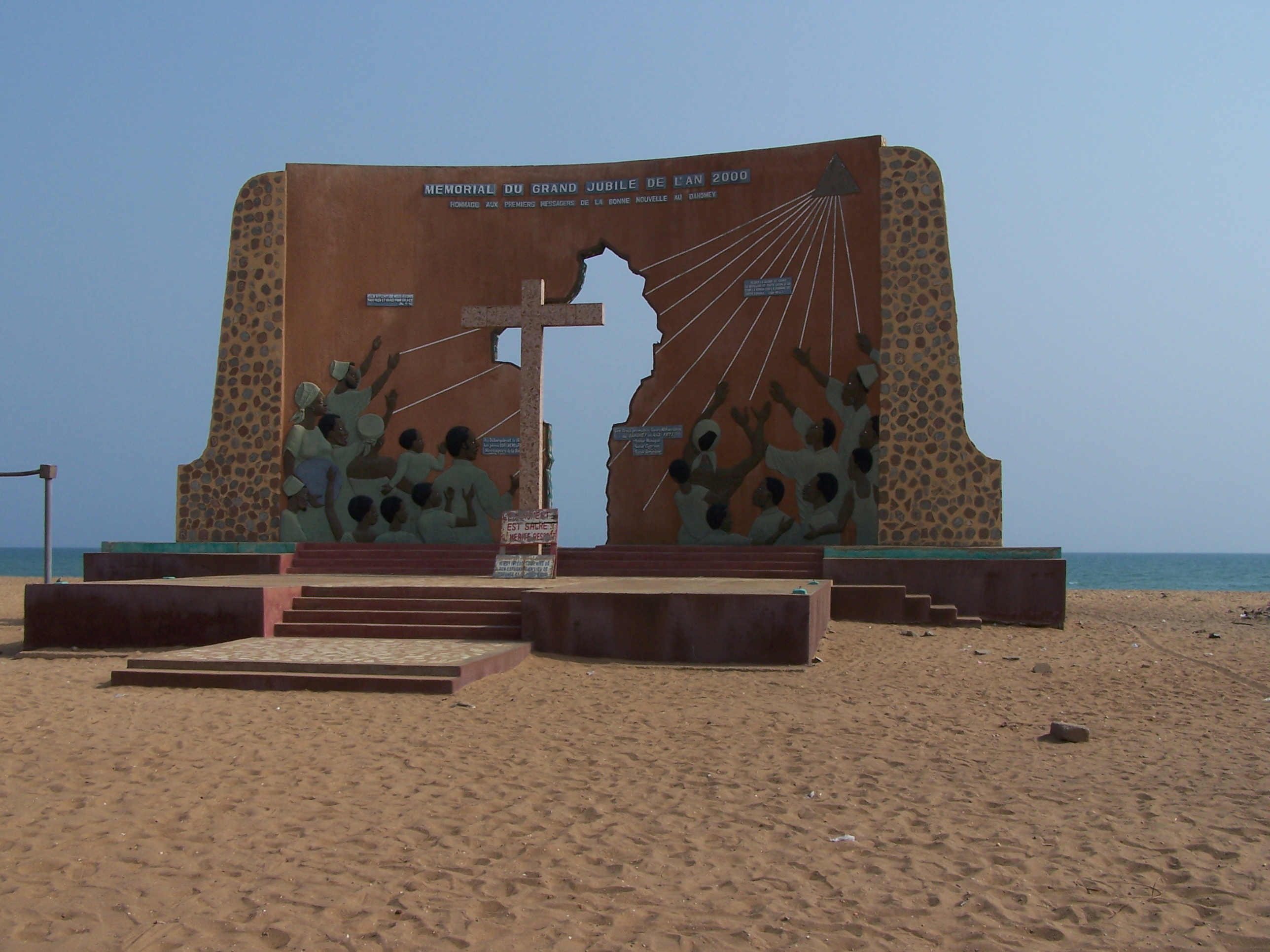
Mémorial du Souvenir.

### L'esclavage interne
À l'instar des autres entrepôts côtiers d'Afrique de l'Ouest, Ouidah en plus d'exporter des esclaves, les employait aussi dans son économie locale. Les forts européens, les marchands locaux et les administrateurs employaient tous de nombreux esclaves. En fait, la majorité des habitants de la ville était des esclaves ou descendants d'esclaves. Ils effectuaient la manutention de marchandises et les travaux agricoles notamment dans les palmeraies, tandis que les femmes esclaves devenaient les épouses des femmes libres.
Les esclaves qui vivaient en ville avaient la possibilité de gagner de l'argent en tant que journaliers ou petits commerçants, tout en versant une partie de leurs gains à leur propriétaire. Ils pouvaient ainsi économiser suffisamment d'argent pour acheter leur propre liberté, au prix généralement de deux esclaves. Mais les esclaves qui devenaient libres restaient généralement liés par des obligations de services à la famille de leur ancien maître en tant que client. De nos jours, les descendants d'esclaves tendent encore à entretenir un rapport d'identification avec les familles de leur ancien maître.
De manière ironique, cet esclave local ne fit que croître avec la transition vers le commerce légitime de l'huile de palme, parce que la masse importante de marchandises à transporter nécessité davantage de main-d'œuvre.

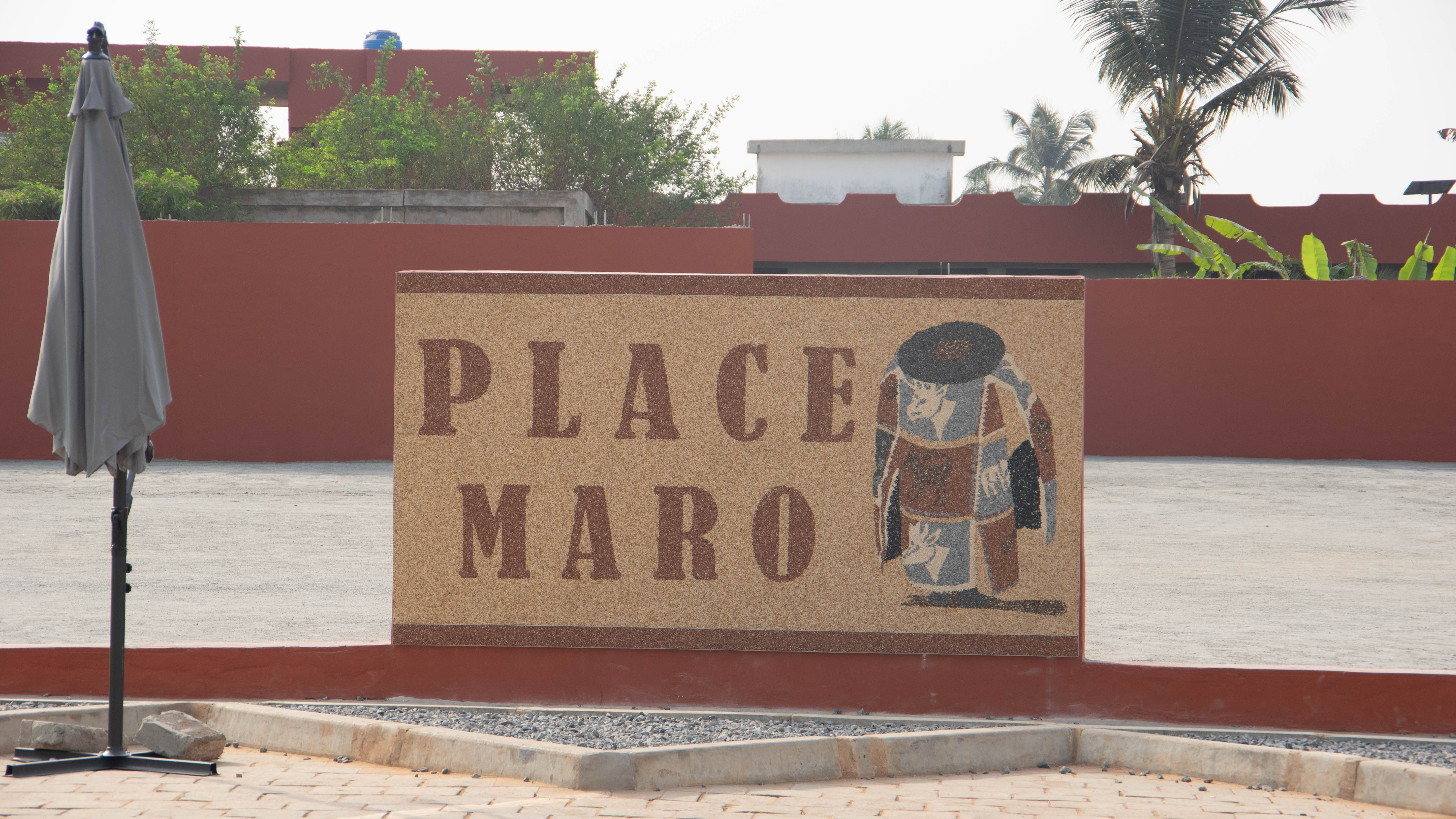
Place Maro, Ouidah

## Culture

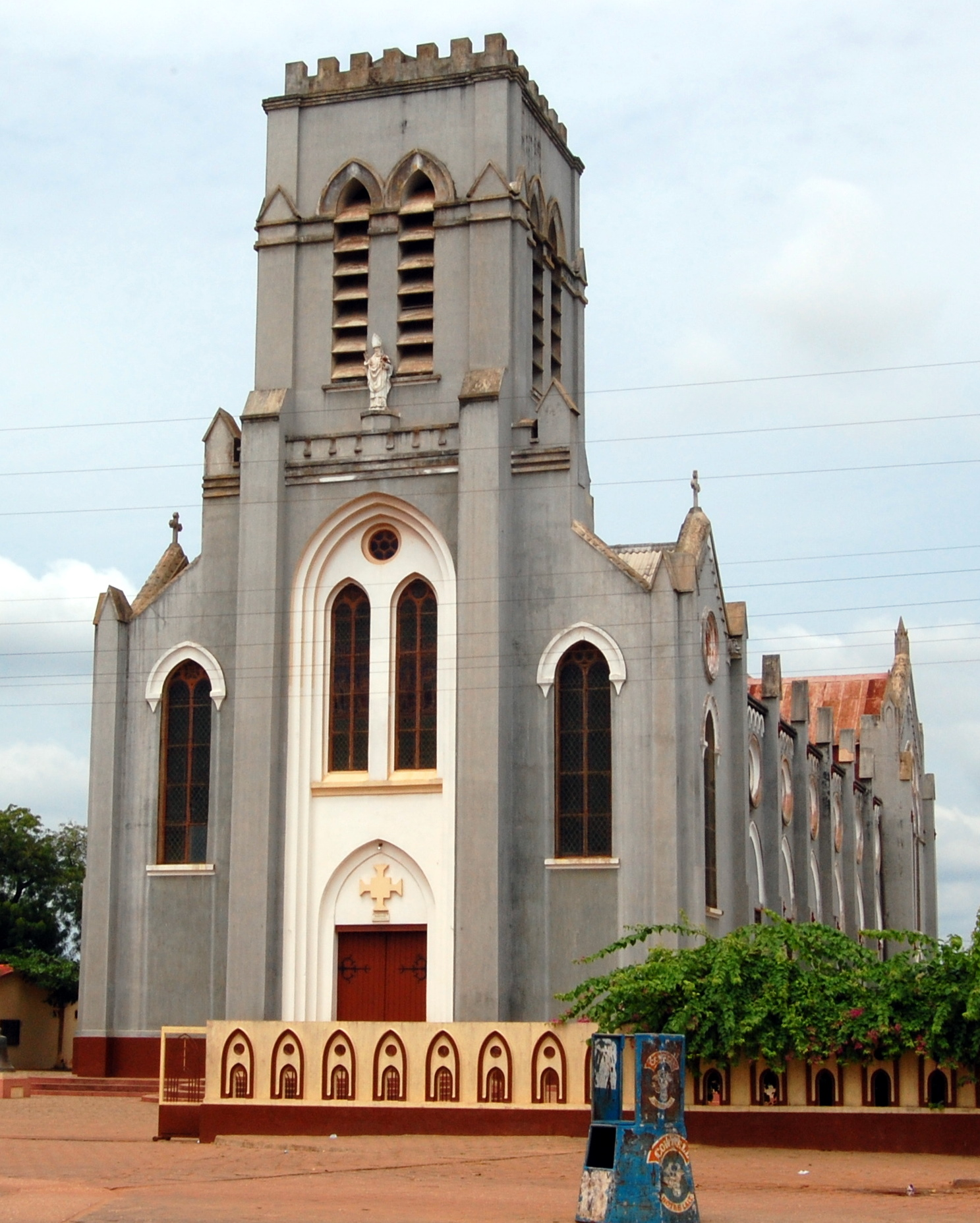
Basilique de l'Immaculée-Conception de Ouidah.

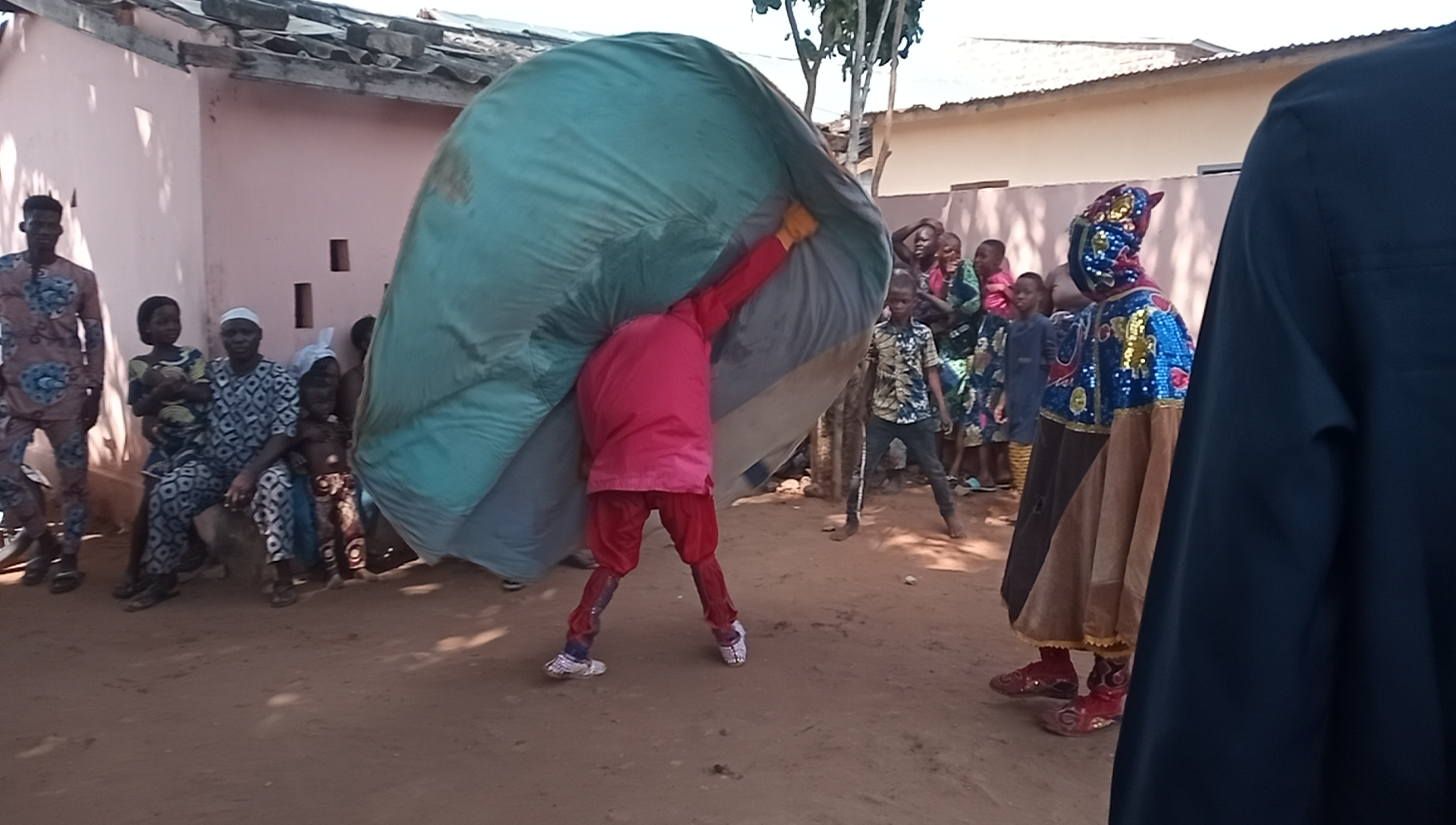
Vodoun Egoun goun

L'ancien fort portugais, datant de 1721, est en très bon état de conservation. Il abrite le musée d'histoire de Ouidah. Les emplacements du fort français, du fort danois et l'enclos des esclaves du comptoir anglais sont encore visibles. Tous ces lieux apparaissent dans le film documentaire La Côte des Esclaves réalisé en 1993 par le cinéaste français Elio Suhamy pour la chaîne franco-allemande Arte. Le film décortique l'organisation de la traite négrière au temps du royaume d'Abomey.
Ouidah abrite d'autres monuments :
- La « Porte du non retour » en mémoire de la traite négrière, érigée à l'initiative de l'UNESCO et inaugurée en 1995[51].
- Un monument pour le jubilé de l'an 2000.
- Différentes sculptures marquent l'ancien chemin pris par les esclaves[52].
- La forêt sacrée de Kpassè, du nom du souverain fondateur de la ville, le roi Kpassè[52].
- Le Temple des Pythons.
- La basilique de l'Immaculée Conception.
- Le Musée d'art contemporain de Ouidah (Fondation Zinsou).
- Mémorial ZOMACHI

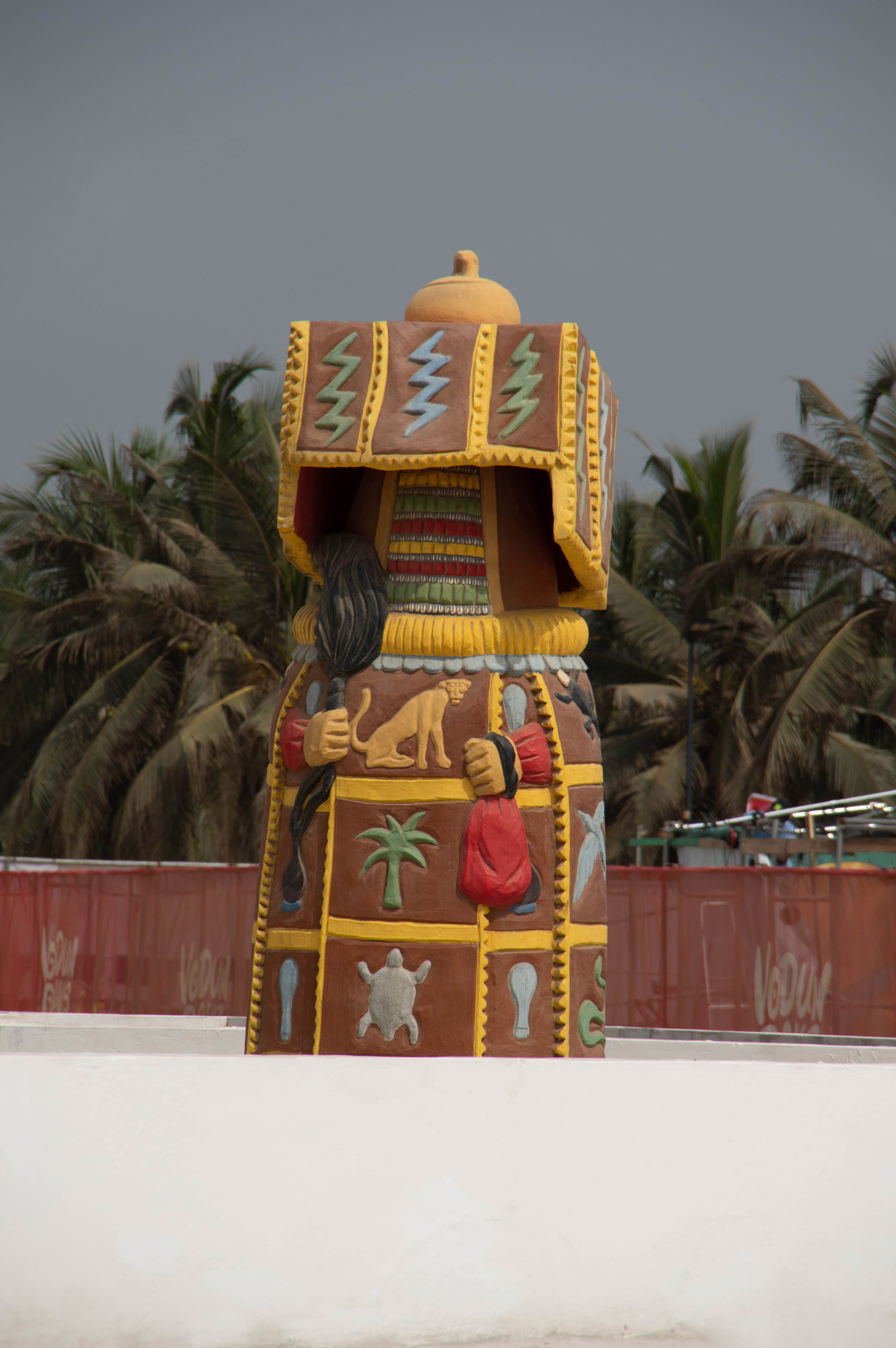
Klutor.jpg

Depuis 1998, le 10 janvier à Ouidah marque la traditionnelle fête du Vodoun (Vaudou).

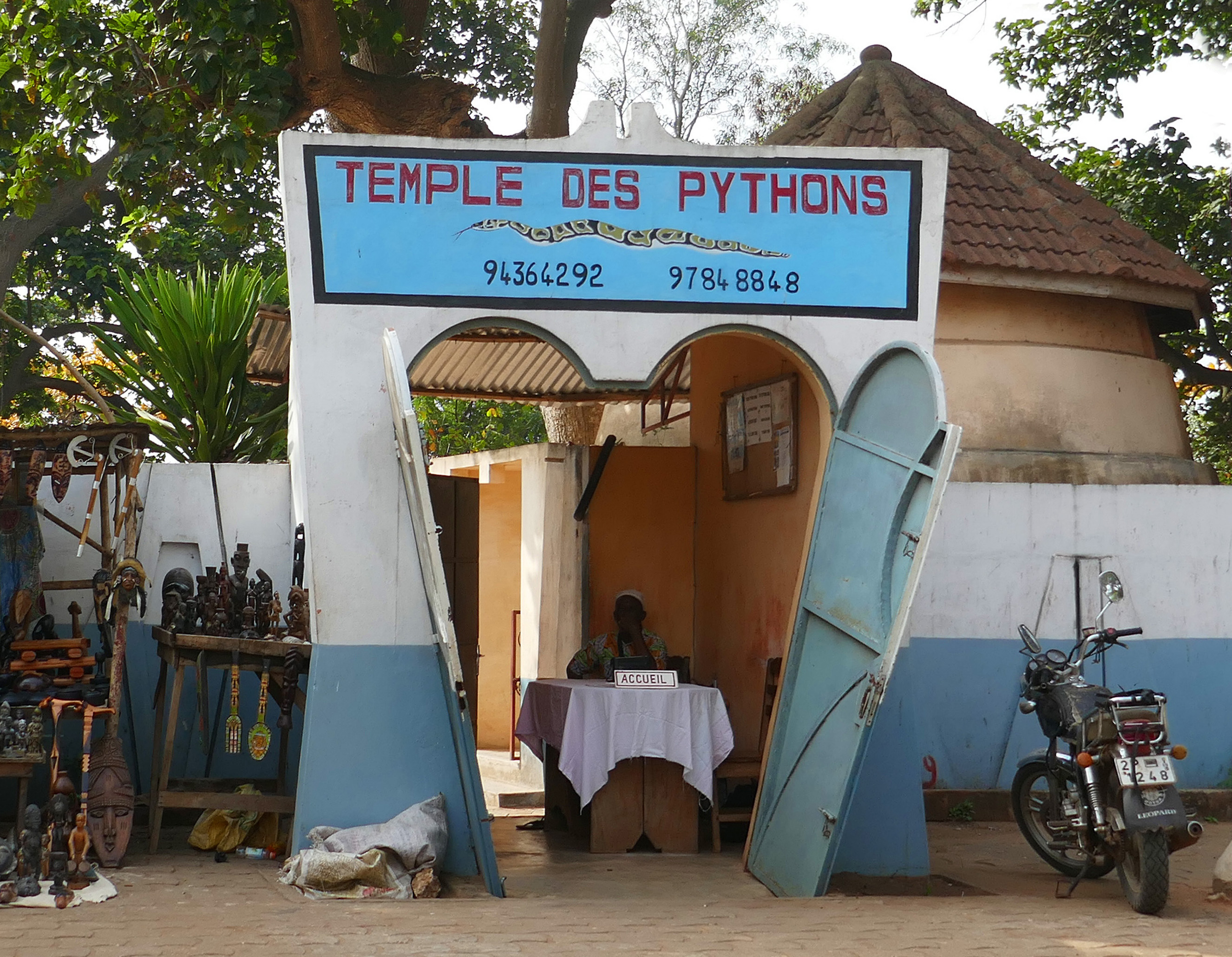
Temple des Pythons
- Rite vaudou.
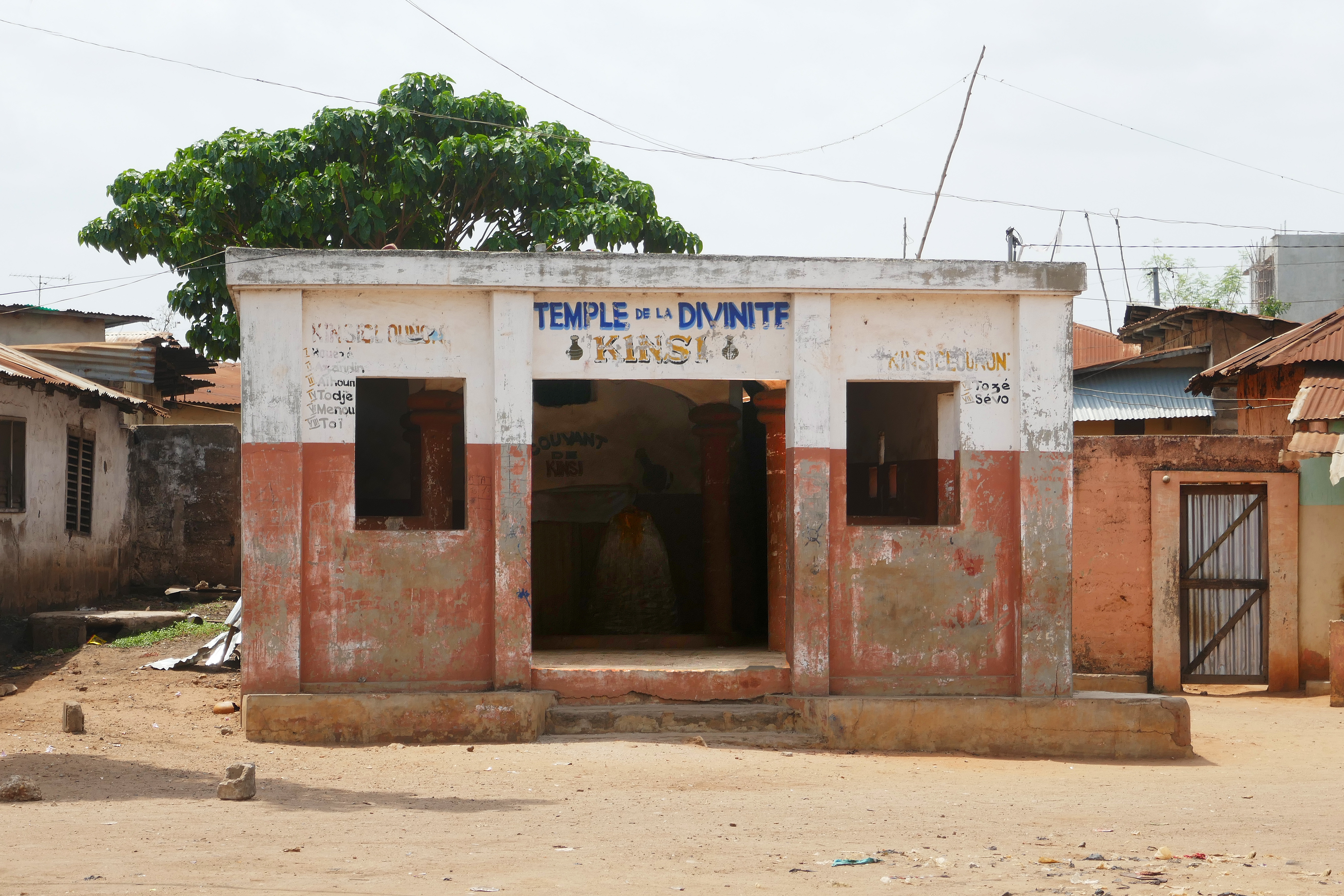
Ouidah-Temple de la divinité Kinsi.
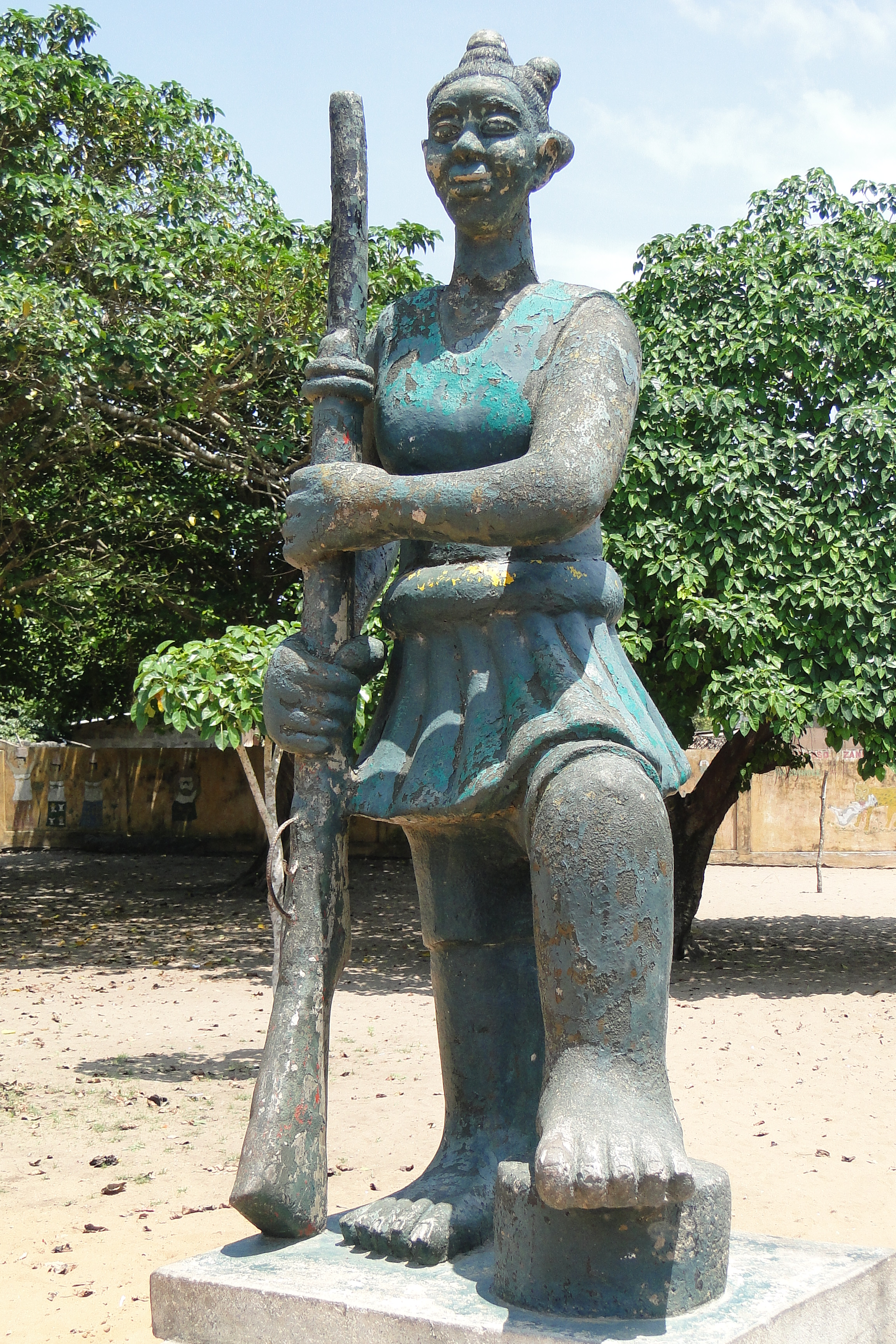
Une amazone

On compte dans la ville l'ensemble artistique Les Tambours du Bénin et le Festival Kaléta et des Arts Agouda.

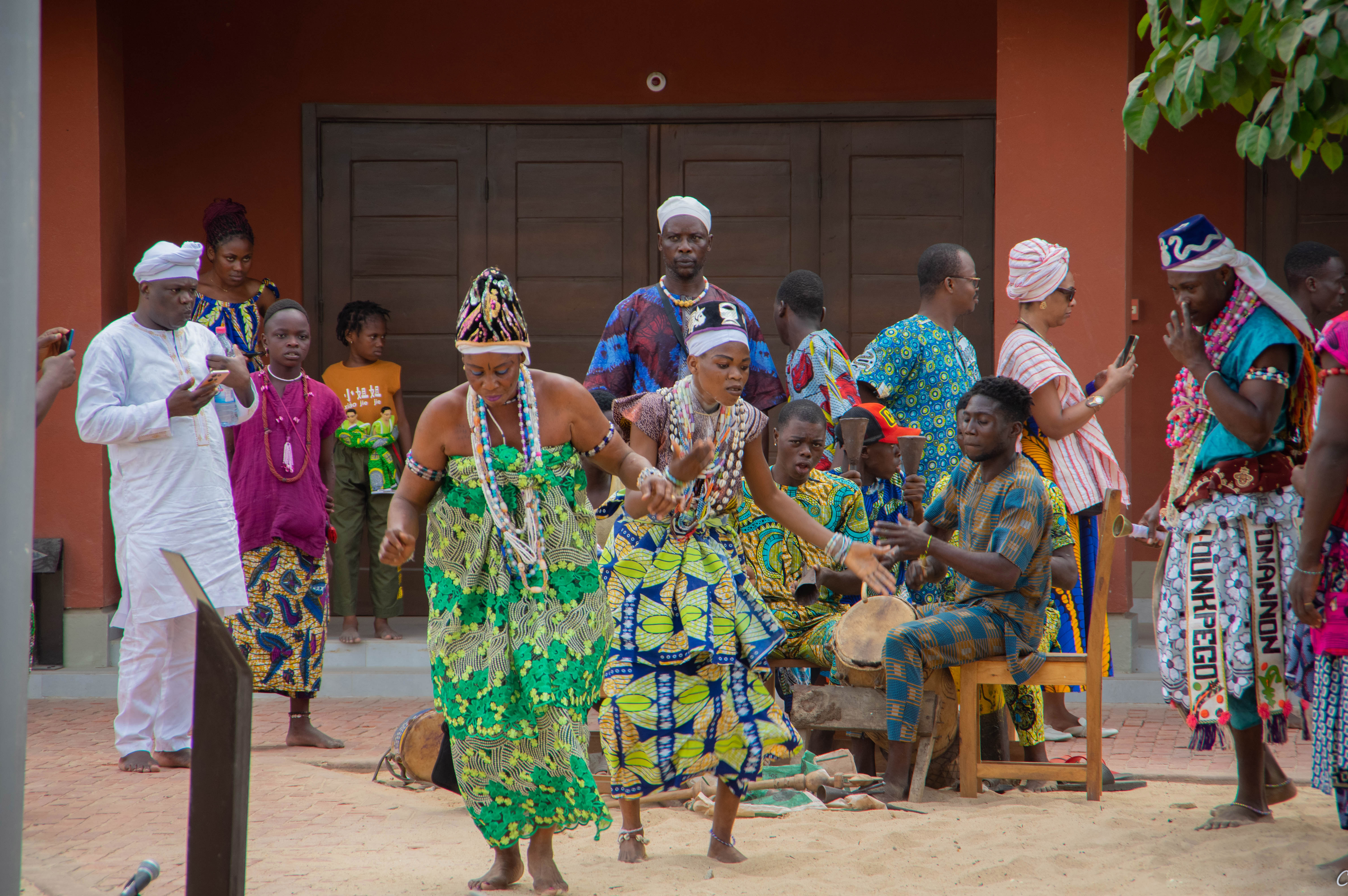
danse des habitants de ouidah

## Administration

### Arrondissements
La commune de Ouidah, comme toutes les autres communes du Bénin, est essentiellement divisée en arrondissements. Elle compte en 2020 dix arrondissements :
- Avlékété
- Djègbadji
- Gakpé
- Houakpè-Daho
- Ouidah I
- Ouidah II
- Ouidah III
- Ouidah IV
- Pahou
- Savi

### Villages et quartiers de ville
Les arrondissements de Ouidah sont eux-mêmes composés de soixante-dix-sept villages et quartiers de ville.

### Liste des maires
| Période | Période | Identité | Étiquette | Qualité |
| ------- | ------- | -------- | --------- | ------- |

## Jumelage
- Melun (France) depuis 2003
- Villeneuve-d'Ascq (France) depuis juin 2006
- Saint-François (France) depuis 2007
- Les Anses-d'Arlet (France) depuis 2019

## Personnalités liées
- Matilda McCrear (c. 1857-1940), dernière survivante vivante connue aux États-Unis de la traite transatlantique des esclaves
- Louis Parisot (1885-1960), prélat catholique français.
- Robert Sastre (1926-2000), évêque béninois.
- Olympe Bhêly-Quenum (1928-), journaliste et auteur béninois.
- Louis Chasme (1929-1994), homme politique, ancien ministre de la Justice et de la Législation et haut gradé des Forces Armées du Bénin, est né à Ouidah.
- Isidore de Souza (1934-1999), prélat catholique.
- Véronique Ahoyo (1940-2008), ministre béninoise.
- Patrice Talon (1958-) Président du Bénin de 2016 à 2021.
- Angélique Kidjo (1960-), artistes chanteuse et compositeur.

## Dans la culture

### Bandes dessinées
- Les Passagers du vent - tome 3: Le Comptoir de Juda, de François Bourgeon.